# Logan (Dakota del Norte)
Logan es un lugar designado por el censo ubicado en el condado de Ward en el estado estadounidense de Dakota del Norte. En el censo de 2010 tenía una población de 194 habitantes y una densidad poblacional de 50,92 personas por km².

## Geografía
Logan se encuentra ubicado en las coordenadas 48°9′35″N 101°10′32″O / 48.15972, -101.17556. Según la Oficina del Censo de los Estados Unidos, Logan tiene una superficie total de 3.81 km², de la cual 3.78 km² corresponden a tierra firme y (0.82%) 0.03 km² es agua.

## Demografía
Según el censo de 2010, había 194 personas residiendo en Logan. La densidad de población era de 50,92 hab./km². De los 194 habitantes, Logan estaba compuesto por el 97.42% blancos, el 0% eran afroamericanos, el 0% eran amerindios, el 0% eran asiáticos, el 0% eran isleños del Pacífico, el 0% eran de otras razas y el 2.58% pertenecían a dos o más razas. Del total de la población el 0.52% eran hispanos o latinos de cualquier raza.